# 37e division (armée impériale japonaise)
La 37e division (第37師団, Dai-sanjū-nana shidan) est une unité d'infanterie de l'armée impériale japonaise. Son nom de code est Division Hiver (冬兵団, Fuyu-heidan). Elle est créée le 7 février 1939 à Kumamoto en tant que division triangulaire en même temps que les 32e, 33e, 34e, 35e, et 36e divisions. La division est déclarée prête au combat le 2 juillet 1939. Elle recrute principalement dans les préfectures de l'île de Kyūshū.

## Histoire
Bien que destinée à l'origine à devenir une force de garnison chargée de maintenir l'ordre public et de remplir la fonction de police dans les territoires occupés du nord de la Chine, la 37e division est rapidement affectée sur la ligne de front en raison de la détérioration de la situation durant la seconde guerre sino-japonaise et est placée sous le contrôle de la 1re armée, spécialement contre l'armée de la 8e route des communistes chinois dans la province du Shanxi.
La 37e division est réaffectée dans la 12e armée le 31 mars 1944 et participe à l'opération Ichi-Go. Elle est transportée par rails de Pékin à Hankou, entre dans la province du Henan le 23 avril 1944, et occupe la ville de Xuchang le 30 avril 1944.
Le 17 juillet 1944, la 37e division est affectée à la 11e armée et le 29 septembre 1944, elle pénètre dans la province du Hunan. Le 24 novembre 1944, elle entre au Guangxi où elle occupe la capitale provinciale Nanning.
Le 10 décembre 1944, la 37e division avance vers le sud en Indochine française où elle rejoint la 21e division et passe sous le contrôle de la 38e armée. Elle est basée dans la province de Nakhon Nayok en Thaïlande, au nord de Bangkok, pour contrer une probable invasion britannique en provenance de Birmanie. Elle reste postée en Thaïlande jusqu'à la fin de la guerre, et est démobilisée en 1946.
La 37e survit à la Seconde Guerre mondiale largement intacte, et s'est distinguée par sa discipline et le fort commandement de ses officiers. Son ancienne base de Nakhon Nayok est transformée en académie pour l'armée royale thaïlandaise.